# Antonio Rivas Padilla
Antonio Rivas Padilla (Istmina, Colombia, 28 de abril de 1949) es un acordeonista colombiano. En muchas ocasiones tuvo el privilegio de colaborar con los grandes maestros del folclore vallenato, como Alejandro Durán, Abel Antonio Villa, Mariano Pérez, Pablo García, Emilianito Zuleta, Alfredo Gutiérrez, Ismael Rudas, Pablo López y muchos otros músicos.

## Biografía
Antonio Rivas Padilla nació en Istmina, Colombia. Hijo de Adriano Rivas y Sabina Padilla. Comenzó a aprender el acordeón diatónico a la edad de 15 años.
Después de haber terminado una Maestría en Matemáticas en Colombia, decidió expatriarse en Francia para preparar un doctorado en Física de Partículas Elementales, y luego un diploma de estudios profundos en Informática. Creó en 1984 el grupo Antonio y sus Vallenatos en Montpellier, luego en 1987 en colaboración de Nemesio Jiménez (El Cóndor) creó el grupo Novedad Vallenata en París. En Europa, Antonio Rivas participa a la mayoría de manifestaciones internacionales concerniendo el acordeón diatónico.
El WOMEX en Bruselas y una invitación a la Gala oficial del 50.º aniversario de la UNESCO en la alcaldía de París, fueron para Antonio Rivas la ocasión de un reconocimiento internacional. Dicho renombre fue confirmado durante su primera gira europea organizada por DIACOR en 1996. Los eruditos hablaron entonces de «una consagración».

## Discografía
- 1991: La perla de Arseguel / Music and Words / MWCD 3002 - CD-LP-MC
- 1995: El Jardinero Colombiano / Silex - Audivis / B 6803 – CD
- 1997: Despierta corazón / Lilopé / Milan – CD
- 2011: Vaya con Dios / Arivas Productions / ARP CD 001

### Colaboraciones
- 2003: CHANTS DE NOËL LATINOAMÈRICANS (con el grupo NOEL LATINO)
- 2005: CLAPOTIS (con el grupo AU FIL DE L'AIRE)
- 2008: PASAJERO (con el grupo GIPSY KINGS)

## Películas y documentales
- 1995: Confidences de nacre. Documental sobre la vida de Antonio Rivas de 26 min Documentario de 26 min difundido en 9 regiones en Francia, por FR 3
- 1997: «PASSAT». Emisión TV Internacional Holandesa
- 1999: NET Télévision. TV Internacional Griega
- 1999: Participación en la música del Filme "Chili con carne", de Thomas Gilou con Antoine de Caunes, Valentina Vargas y Gilbert Melki.